# Liudmila Pinayeva

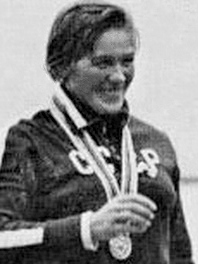
Lyudmila Pinayeva en 1964

Liudmila Jvedosiuk-Pinayeva (Krasnoye Selo, URSS, 14 de enero de 1936) es una deportista soviética que compitió en piragüismo en la modalidad de aguas tranquilas. 
Participó en tres Juegos Olímpicos de Verano entre los años 1964 y 1972, obteniendo un total de cuatro medallas: tres de oro y una de bronce. Ganó diez medallas en el Campeonato Mundial de Piragüismo entre los años 1963 y 1973, y diez medallas en el Campeonato Europeo de Piragüismo entre los años 1961 y 1967.

## Palmarés internacional
| Juegos Olímpicos   | Juegos Olímpicos          | Juegos Olímpicos  | Juegos Olímpicos |
| Año                | Lugar                     | Medalla           | Competición      |
| ------------------ | ------------------------- | ----------------- | ---------------- |
| 1964               | Tokio (Japón)             | Medalla de oro    | K1 500 m         |
| 1968               | Ciudad de México (México) | Medalla de oro    | K1 500 m         |
| 1968               | Ciudad de México (México) | Medalla de bronce | K2 500 m         |
| 1972               | Múnich (RFA)              | Medalla de oro    | K2 500 m         |
| Campeonato Mundial |                           |                   |                  |
| Año                | Lugar                     | Medalla           | Competición      |
| 1963               | Jajce (Yugoslavia)        | Medalla de plata  | K1 500 m         |
| 1963               | Jajce (Yugoslavia)        | Medalla de plata  | K2 500 m         |
| 1963               | Jajce (Yugoslavia)        | Medalla de oro    | K4 500 m         |
| 1966               | Berlín Oriental (RDA)     | Medalla de oro    | K1 500 m         |
| 1966               | Berlín Oriental (RDA)     | Medalla de oro    | K4 500 m         |
| 1970               | Copenhague (Dinamarca)    | Medalla de oro    | K1 500 m         |
| 1971               | Belgrado (Yugoslavia)     | Medalla de oro    | K1 500 m         |
| 1971               | Belgrado (Yugoslavia)     | Medalla de oro    | K4 500 m         |
| 1973               | Tampere (Finlandia)       | Medalla de plata  | K2 500 m         |
| 1973               | Tampere (Finlandia)       | Medalla de oro    | K4 500 m         |
| Campeonato Europeo |                           |                   |                  |
| Año                | Lugar                     | Medalla           | Competición      |
| 1961               | Poznań (Polonia)          | Medalla de oro    | K2 500 m         |
| 1961               | Poznań (Polonia)          | Medalla de oro    | K4 500 m         |
| 1963               | Jajce (Yugoslavia)        | Medalla de plata  | K1 500 m         |
| 1963               | Jajce (Yugoslavia)        | Medalla de plata  | K2 500 m         |
| 1965               | Bucarest (Rumania)        | Medalla de oro    | K1 500 m         |
| 1965               | Bucarest (Rumania)        | Medalla de plata  | K2 500 m         |
| 1965               | Bucarest (Rumania)        | Medalla de oro    | K4 500 m         |
| 1967               | Duisburgo (RFA)           | Medalla de oro    | K1 500 m         |
| 1967               | Duisburgo (RFA)           | Medalla de oro    | K2 500 m         |
| 1967               | Duisburgo (RFA)           | Medalla de oro    | K4 500 m         |